# 1860
1860 (MDCCCLX) a fost un an bisect al calendarului gregorian, care a început într-o zi de duminică.

## Evenimente

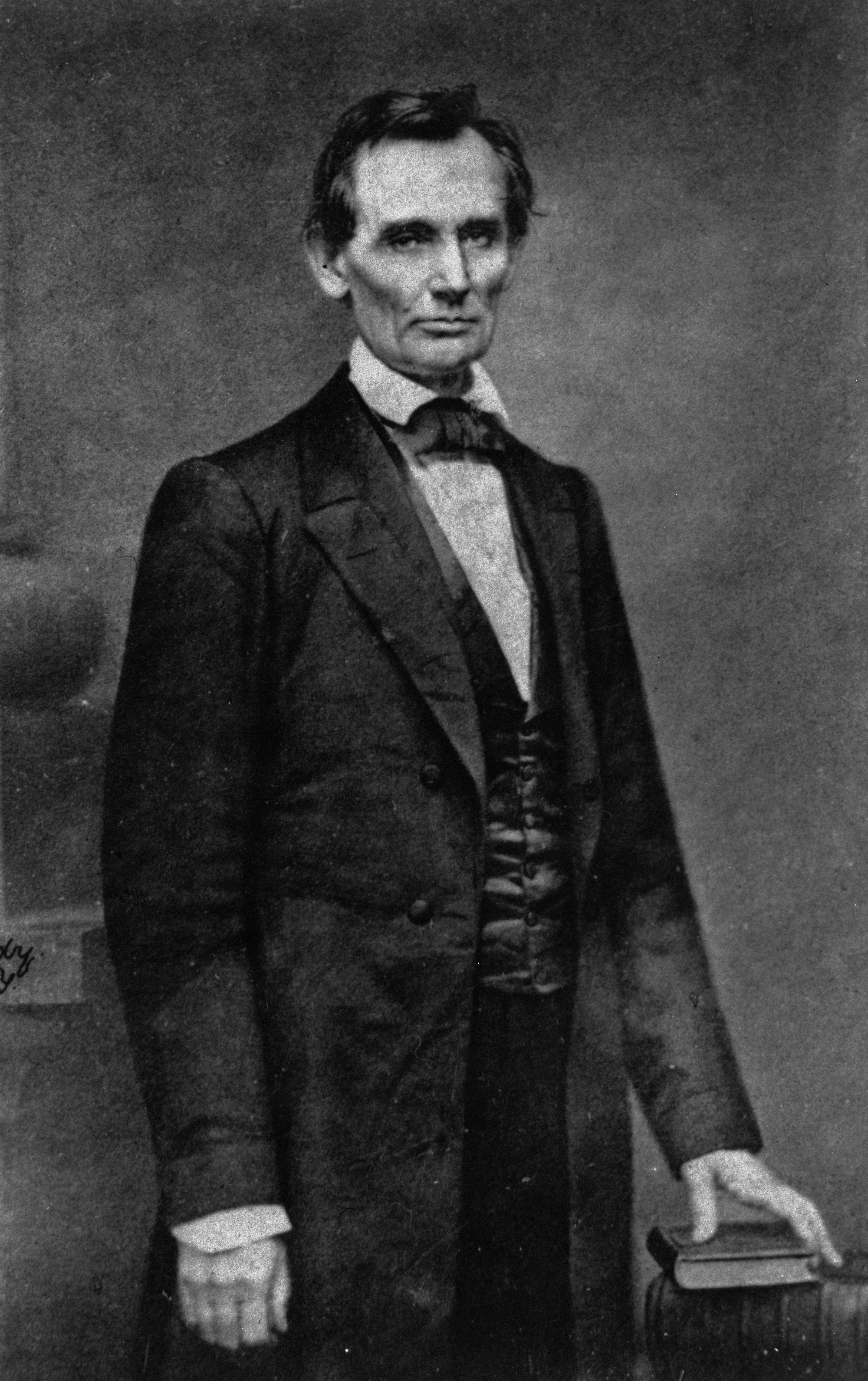
6 noiembrie: Abraham Lincoln devine cel de-al 16-lea președinte al Statelor Unite ale Americii, fiind primul republican care ocupă această funcție.

### Ianuarie
- 1 ianuarie: Sclavia în Indonezia este abolită.
- 19 ianuarie: Shogunul Japoniei a trimis nava de război, Kanrin Maru, într-o misiune diplomatică în Statele Unite cu intenția de a demonstra lumii că Japonia are acum tehnologia construcțiilor navale. La 19 ianuarie nava ajunge la San Francisco. Obiectivul oficial al misiunii a fost de a trimite prima ambasadă a Japoniei în Statele Unite, și, de asemenea, să ratifice noul tratat de prietenie, comerț și navigație între cele două guverne.

### Februarie
- 8 februarie: Printr-un ordin semnat de Ion Ghica, prim-ministrul Țării Românești, în Muntenia este adoptat oficial alfabetul latin.
- 25 februarie: Tratatul Mapasingue. Sfârșitul războiului dintre Peru și Ecuador (1859-1860).

### Martie
- 22 martie: Marele Ducat al Toscanei este anexat noului format Regat al Italiei.

### Mai
- 13 mai: Bătălia de la Calatafimi. Trupele conduse de Giuseppe Garibaldi înfrâng armata napoletană.

### Iunie
- 24 iunie: La spitalul Sf. Toma din Londra, se deschide "Școala de asistente" cu 15 eleve între 25 și 35 de ani, cu finanțare de la Fondul Florence Nightingale. Este prima școală de formare progesională a asistentelor medicale.

### Iulie
- 2 iulie: Este întemeiat orașul rusesc, Vladivostok.
- 13 iulie: Începe guvernarea cabinetului Emanoil (Manolache) Costache Epureanu, până în aprilie 1861.

### Septembrie
- 26 septembrie: Moare Prințul Serbiei, Miloș Obrenovici, lăsând tronul fiului său, Mihailo Obrenovici, cu acordul tacit al Constantinopolului.

### Octombrie
- 1 octombrie: Este înființat la Iași Conservatorul de Muzică și Declamațiune. Primul director al instituției a fost Francisc Caudella.
- 6 octombrie: Deschiderea publică a Grădinii Zoologice din Paris.
- 19 octombrie: Moartea lui Ang Duong. Începutul domniei lui Norodom I, rege al Cambodgiei (până în 1904).
- 20 octombrie: Împăratul Franz Joseph al Austriei promulgă Diploma din Octombrie, care pune capăt regimului neoabsolutist de după Revoluția de la 1848 și deschide era de guvernare constituțională, "regimul liberal" (1860-1867). Regimul militar austriac din Transilvania încetează, iar Marele Principat al Transilvaniei redevine stat autonom în cadrul Imperiului Austriac, cu parlament la Sibiu.
- 24-25 octombrie: Sfârșitului celui de-Al Doilea Război al Opiului consemnat prin Tratatul de la Beijing. China trebuie să ofere concesii britanicilor și să deschidă pentru comerț unsprezece porturi. Marea Britanie a anexat Peninsula Kowloon, în timp ce Franța a devenit patron al școlilor catolice.
- 26 octombrie: A fost inaugurată, în prezența lui Alexandru Ioan Cuza, Universitatea Românească din Iași (Universitatea veche, azi sediul UMF), prima universitate română, cu patru facultăți: Drept, Filosofie, Științe și Teologie. A funcționat până la 10 octombrie 1897, când s-a mutat în noul sediu din bulevardul Carol I. Primul rector al acestei universități a fost Ion Strat.

### Noiembrie
- 3 noiembrie: Forțele combinate ale lui Giuseppe Garibaldi și ale Regelui Victor Emmanuel al II-lea al Italiei, înving forțele Regelui Francisc al II-lea al celor Două Sicilii, la Gaeta, ultimul său bastion.
- 6 noiembrie: Abraham Lincoln îi învinge pe John C. Breckinridge, Stephen A. Douglas și John Bell și este ales cel de-al 16-lea președinte al Statelor Unite ale Americii, fiind primul republican care ocupă această funcție.

### Nedatate
- 1860-1861: Secesiune. Retragerea a unsprezece state sudice din Statele Unite ale Americii, în momentul când a fost ales Abraham Lincoln președinte, deoarece acesta se opunea vehement sclaviei.
- București: Începe pavarea străzilor cu piatră cubică în locul bolovanilor de râu.
- Coloniile britanice din Australia și Noua Zeelandă primesc o largă autonomie.
- Franța începe expansiunea sa în Africa Occidentală.
- Primul cod penal în India.

## Hărți istorice și orașe

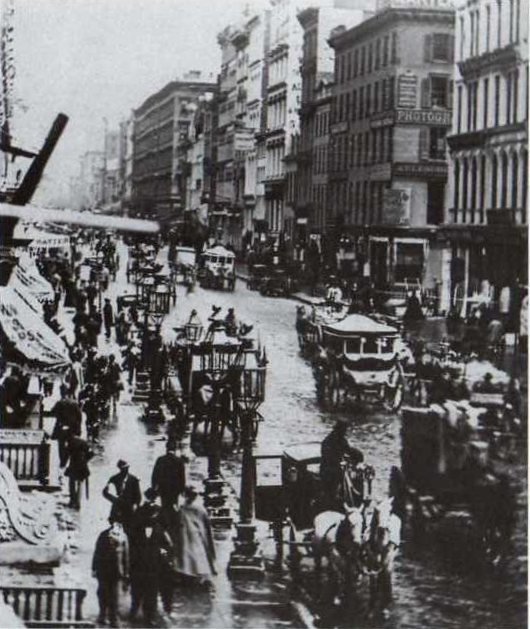
New York City
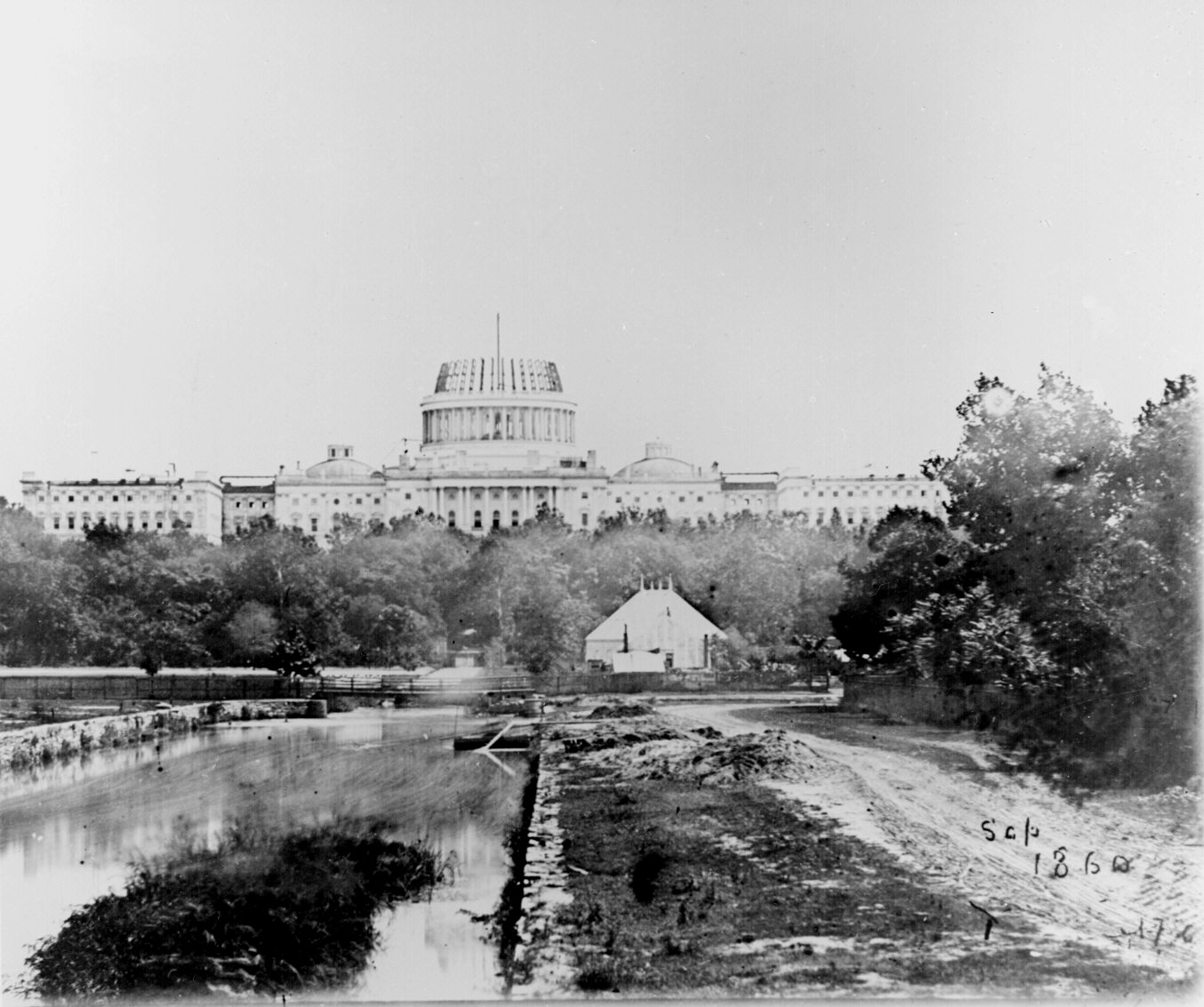
Washington, construcția Capitolului
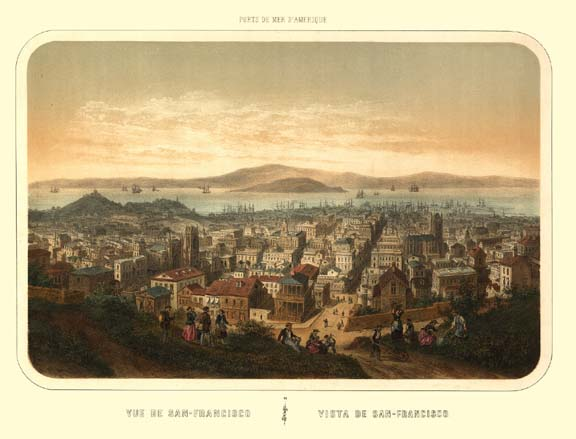
San Francisco
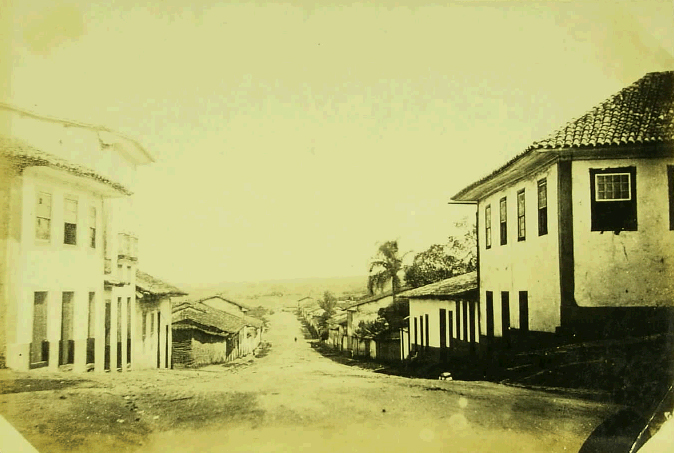
Rua da Glória, São Paulo

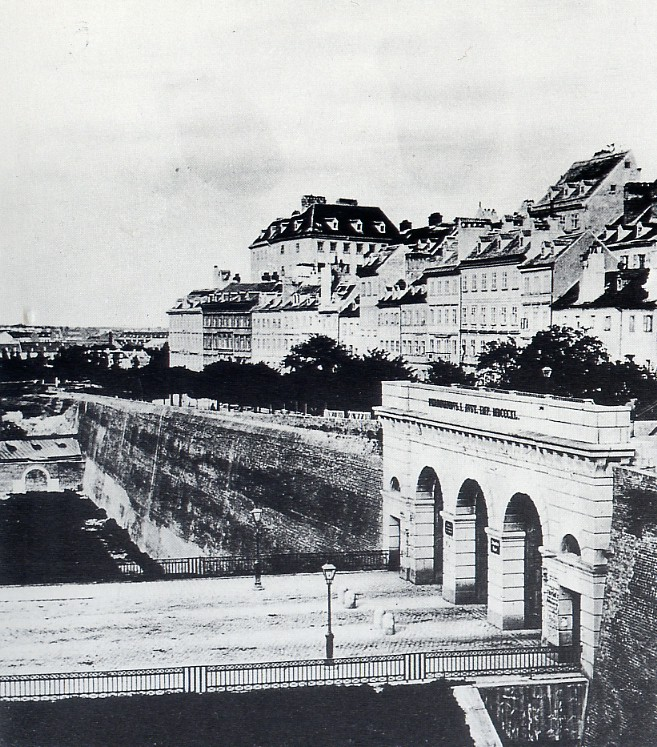
Viena, Schottentor
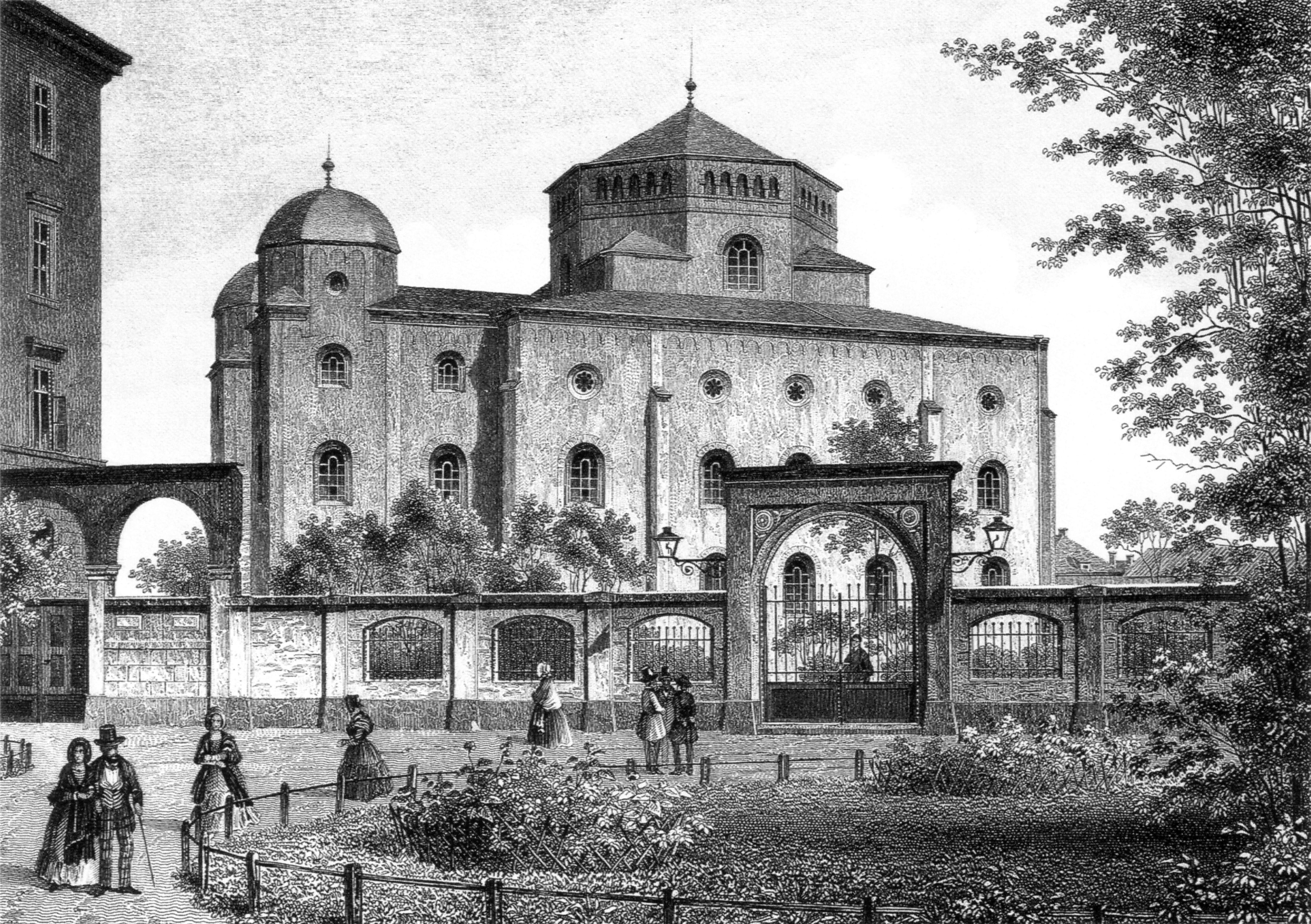
Dresda
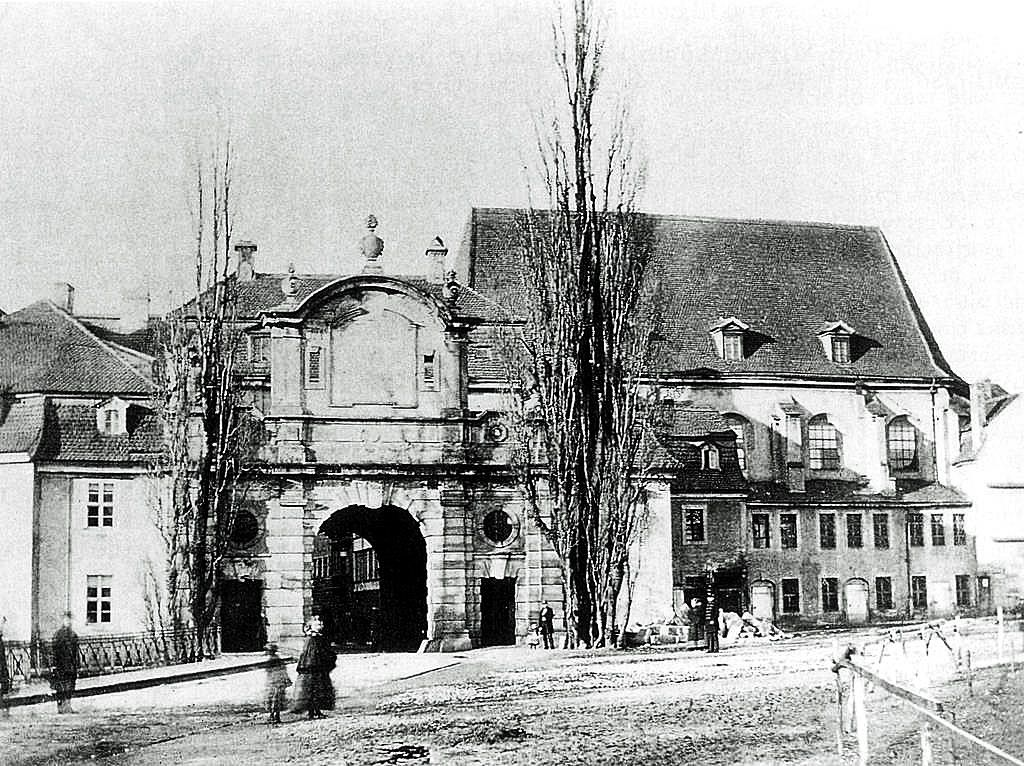
Leipzig
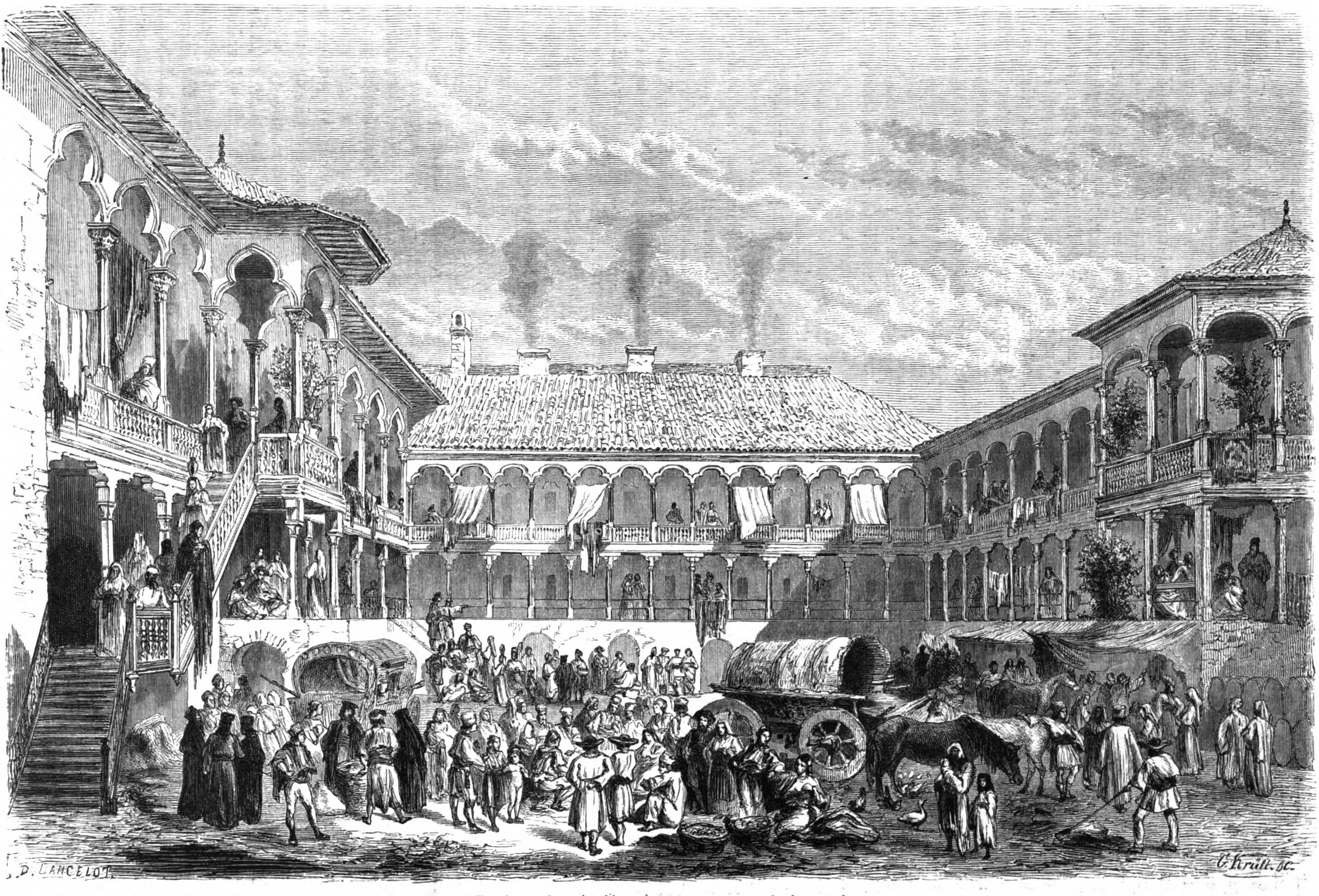
București, Hanul lui Manuc

## Nașteri
- 17 ianuarie: Anton Pavlovici Cehov, scriitor rus (d. 1904)
- 25 ianuarie: Prințesa Carolina Matilda de Schleswig-Holstein-Sonderburg-Augustenburg (d. 1932)
- 18 februarie: Anders Zorn, artist plastic suedez (d. 1920)
- 21 februarie: Karel Matěj Čapek-Chod, scriitor și jurnalist ceh (d. 1927)
- 29 mai: Isaac Albéniz, compozitor spaniol (d. 1909)
- 2 iunie: Gustav Killian, medic german (d. 1921)
- 3 iunie: Sizzo, Prinț de Schwarzburg (d. 1926)
- 10 iunie: Hariclea Hartulari Darclée (n. Hariclea Haricli), solistă de operă română (soprană lirică), (d. 1939)
- 13 iunie: Marele Duce Dmitri Constantinovici al Rusiei (d. 1919)
- 24 iunie: Mercedes d'Orléans, prima soție a regelui Alfonso al XII-lea al Spaniei (d. 1878)

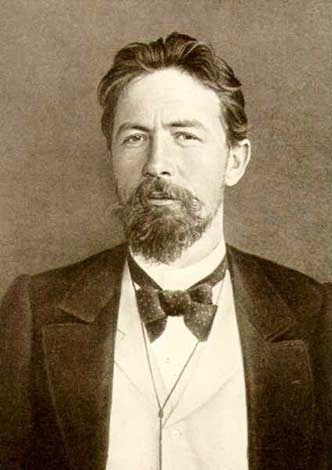
Anton Pavlovici Cehov, scriitor rus
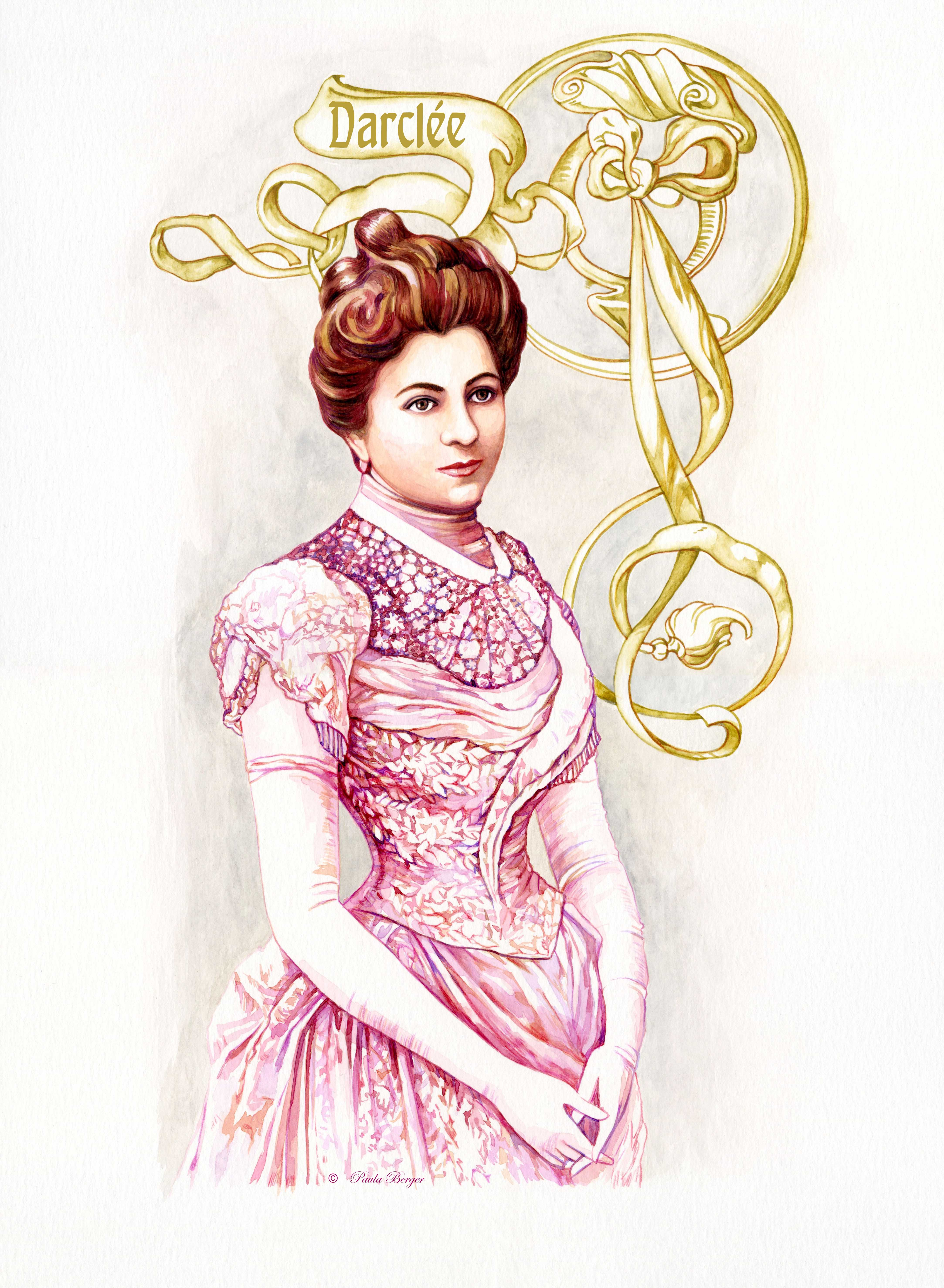
Hariclea Hartulari Darclée, cântăreață română de operă
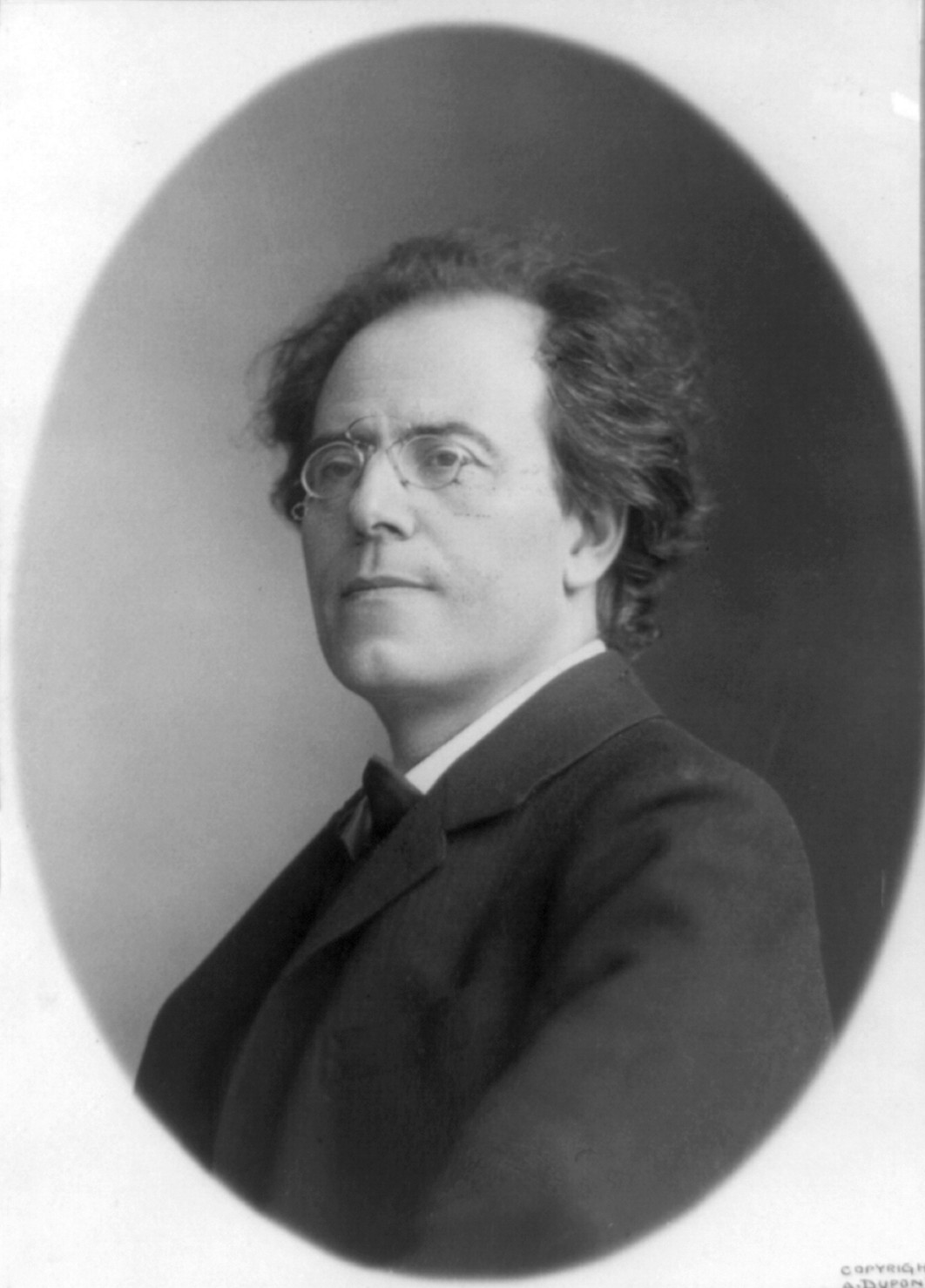
Gustav Mahler, compozitor austriac
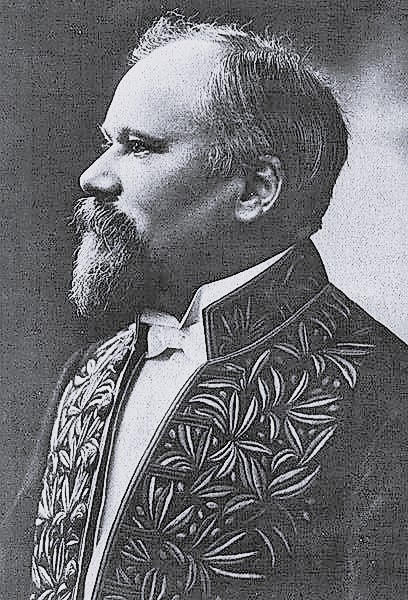
Raymond Poincaré, avocat și om politic francez, prim-ministru și președinte al Franței

- 7 iulie: Gustav Mahler, compozitor austriac (d. 1911)
- 20 iulie: Alexandru Obregia, medic psihiatru și profesor universitar (d. 1937)
- 24 iulie: Emile Achard, medic francez, membru de onoare al Academiei Române (d. 1944)
- 24 iulie: Charlotte, Ducesă de Saxa-Meiningen (d. 1919)
- 25 iulie: Luise Margarete a Prusiei (d. 1917)
- 28 iulie: Marea Ducesă Anastasia Mihailovna a Rusiei (d. 1922)
- 16 august: Jules Laforgue, poet francez (d. 1887)
- 20 august: Raymond Poincaré, avocat și om politic francez, prim-ministru și președinte al Franței (d. 1934)
- 5 septembrie: Arhiducele Karl Stephen de Austria (d. 1933)
- 3 octombrie: Marele Duce Paul Alexandrovici al Rusiei (d. 1919)
- 12 decembrie: Jan Kasprowicz, scriitor, critic literar și traducător polonez (d. 1926)
- 16 decembrie: Ioan Dragalina, general român (d. 1916)
- 19 decembrie: Sándor Szurmay, general austro-ungar (d. 1945)

## Decese
- 27 ianuarie: János Bolyai, 57 ani, matematician maghiar din Transilvania (n. 1802)
- 29 ianuarie: Stéphanie de Beauharnais (n. Stéphanie Louise Adrienne de Beauharnais), 70 ani, Mare Ducesă de Baden (n. 1789)
- 16 februarie: Auguste Raffet, 55 ani, desenator, gravor și pictor francez (n. 1804)
- 20 februarie: Henry Drummond, 73 ani, scriitor britanic (n. 1786)
- 4 martie: Honoré Charles Reille (n. Honoré Charles Michel Joseph), 85 ani, general și mareșal al Franței (n. 1775)
- 24 iunie: Jérôme Bonaparte (n. Jérôme-Napoléon Bonaparte), 75 ani, rege al Westfaliei, fratele mai mic al lui Napoleon I (n. 1784)

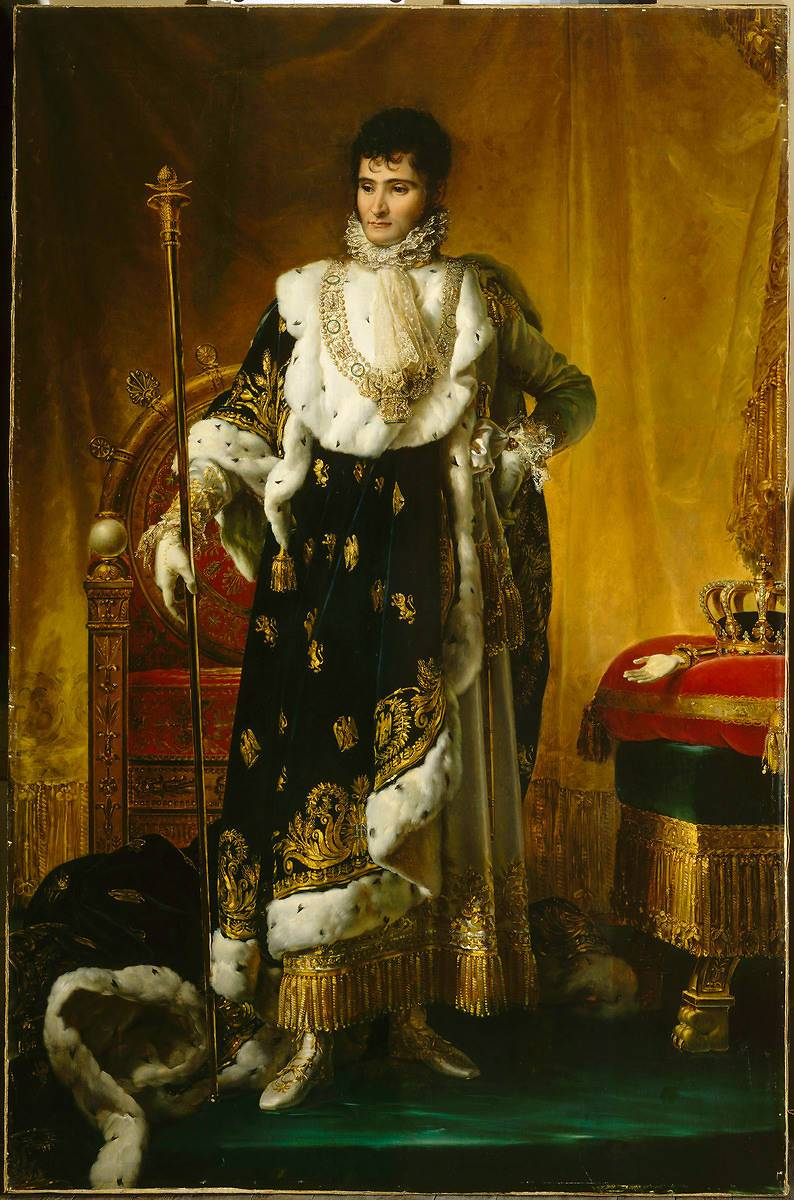
Jérôme Bonaparte, rege al Westfaliei, fratele mai mic al lui Napoleon
Arthur Schopenhauer, filozof german
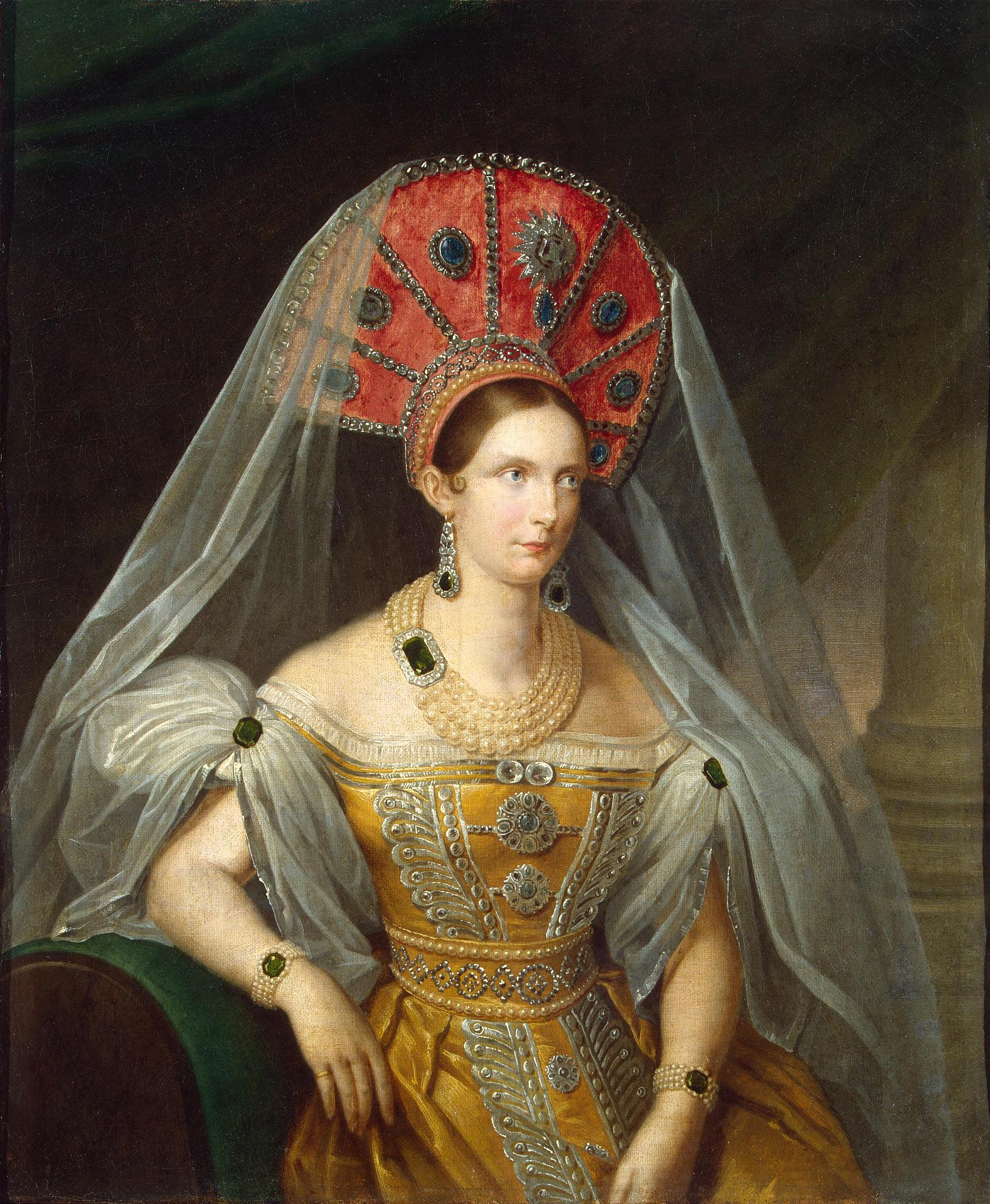
Țarina Alexandra Feodorovna
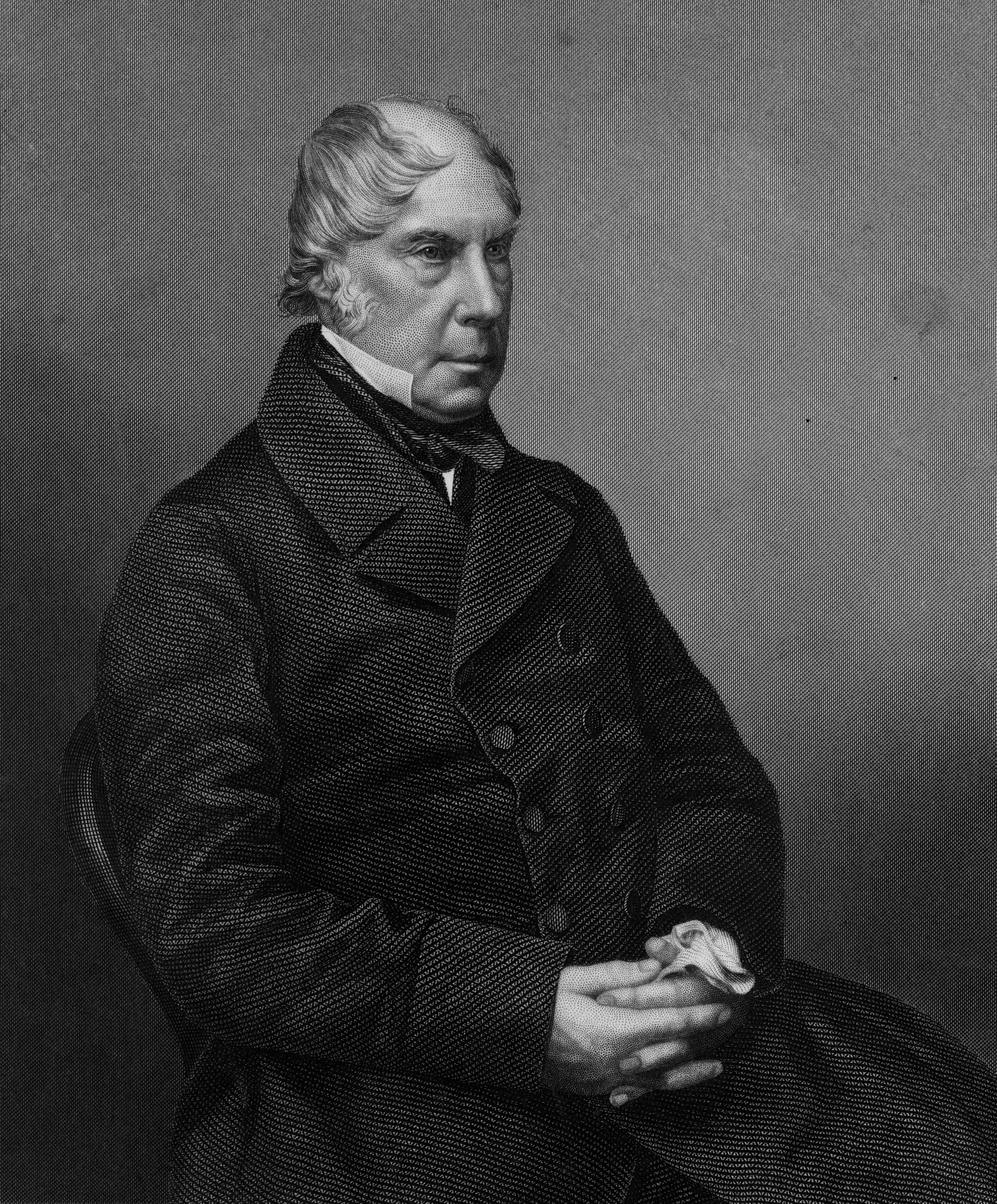
George Hamilton-Gordon, prim ministru al Marii Britanii

- 15 august: Prințesa Juliane de Saxa-Coburg-Saalfeld (n. Juliane Henriette Ulrike), 79 ani (n. 1781)
- 6 septembrie: Georg, Mare Duce de Mecklenburg (n. Georg Friedrich Karl Joseph), 81 ani (n. 1779)
- 12 septembrie: William Walker, 36 ani, aventurier american (n. 1824)
- 21 septembrie: Arthur Schopenhauer, 72 ani, filosof german (n. 1788)
- 26 septembrie: Miloș Obrenovici, Prinț al Serbiei (Miloš Obrenović), 80 ani (n. 1780)
- 1 noiembrie: Charlotte a Prusiei (n. Frederica Louise Charlotte Wilhelmina), 62 ani, soția țarului Nicolae I al Rusiei (n. 1798)
- 14 decembrie: George Hamilton-Gordon, 76 ani, politician britanic, prim-ministru al Marii Britanii (n. 1784)
- 17 decembrie: Désirée Clary (n. Bernardine-Eugénie-Désirée Clary), 83 ani, regină a Suediei (n. 1777)